# Raziel García
Raziel Samir Fernando García Paredes, né à Lima le 14 février 1994, est un footballeur international péruvien. Il joue au poste de milieu de terrain.

## Biographie

### Carrière en club
Formé à l'Universidad San Martín, Raziel García y fait ses débuts professionnels en 2011. Écarté du club en raison d'un acte d'indiscipline, il recale en 2017 à l'Unión Huaral. L'année suivante, il signe à l'Universidad César Vallejo où il remporte le championnat du Pérou de 2e division en 2018. 
Parti au Cienciano del Cusco en 2021, il s'expatrie en Colombie, au Deportes Tolima, en 2022. Il y dispute deux matchs de la Copa Libertadores 2022 (aucun but), en plus de remporter la Superliga Colombiana. En 2023, il est prêté par le Deportes Tolima au Carlos A. Mannucci de Trujillo en D1 péruvienne.

### Parcours en équipe nationale
International péruvien, Raziel García compte 10 matchs en équipe du Pérou depuis ses débuts en 2021 lorsqu'il est convoqué afin de disputer cette même année la Copa América au Brésil où son pays atteint le dernier carré.

## Palmarès
| Univ. César Vallejo - Championnat du Pérou D2 (1) : - Champion : 2018. |  | Deportes Tolima - Superliga Colombiana (1) : - Champion : 2022. |